# Tuono e Fulmine
Tuono e Fulmine, i cui veri nomi sono Gan Williams e Tavis Williams, sono personaggi dei fumetti pubblicati dalla DC Comics. Sono un duo di fratelli dotati di superpoteri, la cui storia si intreccia con quella dei Giovani Titani. Non bisogna confonderli con le due sorelle supereroine Tuono e Fulmine, figlie di Fulmine Nero.

## Biografia del personaggio
Gan e Tavis Williams sono due fratelli gemelli nati da una donna vietnamita e dal tenente dell'esercito degli Stati Uniti d'America Walter Williams. Originariamente erano gemelli siamesi, ma furono separati con la magia. Sin da bambini manifestarono dei superpoteri, che però stentavano a controllare e che li avrebbero consumati, se non si fossero sottoposti a una trasfusione del sangue paterno. Per questo assunsero i nomi di Tuono e Fulmine e si trasferirono in America per rintracciare il padre. Causarono dei disordini a St. Louis e si scontrarono con i Giovani Titani. Comunque, dopo aver appreso i loro scopi, i Titani decisero di aiutare i due fratelli.
Alcuni mesi dopo, mentre i Giovani Titani e i Laboratori S.T.A.R. stavano cercando una cura per i poteri di Tuono e Fulmine, Raven scoprì che il padre dei due ragazzi era in realtà un alieno che si era schiantato al suolo in Cambogia 600 anni prima e che era tenuto in ostaggio dalla H.I.V.E.. Il gruppo di criminali sperava, infatti, di riuscire a sfruttare le sue conoscenze. Quando riuscirono a localizzarlo, Tuono e Fulmine si trovarono costretti a combattere contro il loro stesso padre, controllato dalla H.I.V.E., e a ucciderlo per proteggere i Giovani Titani. Comunque, un campione di sangue prelevato dal padre diede modo ai Laboratori S.T.A.R. di creare una cura per consentire ai due fratelli di controllare i propri poteri.
Tuono e Fulmine si stabilirono a San Francisco dove, con l'aiuto dei Laboratori S.T.A.R., continuarono a cercare di dominare le proprie capacità. Contemporaneamente, i due contribuirono a fermare Atomic Skull. Lavorarono come addetti alla sicurezza per i Laboratori S.T.A.R. finché, per un breve periodo, Trigon riuscì a controllarli. Furono catturati e tenuti in stasi ai Laboratori S.T.A.R. finché non si riuscì a liberarli dai semi demoniaci.
In seguito, accorsero in aiuto dei Titani nello scontro con la Justice League. Tuono e Fulmine arrivarono però troppo tardi per poter concretamente combattere contro i membri del gruppo ma contribuirono a neutralizzare la minaccia costituita da Cyborg. Successivamente tornarono in Vietnam per difendere la patria da una sconosciuta minaccia aliena.
Durante la Crisi infinita, furono sopraffatti in Vietnam dalla Lega degli Assassini, che era stata assoldata per irrompere in un carcere, all'interno di un piano a livello mondiale per attaccare Metropolis con dozzine di criminali.
In Salvation Run, Tuono e Fulmine sfamano il Martian Manhunter, che chiede loro per quale ragione si trovino su questo pianeta. Quando si offrono di aiutare il marziano, Bane li attacca e, nonostante sia stato colpito da Fulmine, riesce a sconfiggerli entrambi all'arrivo di Lex Luthor. Luthor li mantiene in vita e li usa in seguito come fonte di energia per il suo strumento di teletrasporto. Sembra che i due vengano uccisi quando lo strumento si auto-distrugge.
In The New 52, Tuono e Fulmine fanno parte dei Ravagers, che includono anche Beast Boy, Terra, Ridge e Fairchild.

## Poteri e abilità
Tuono può controllare il tuono e si manifesta con una serie di suoni roboanti. Fulmine può emettere scariche di elettricità e imbrigliare il fulmine. I due hanno un legame psichico che consente loro di comunicare con il pensiero.

## Altre versioni

### Nemici di Superman
Un Tuono e un Fulmine, in nessun modo collegabili ai due fratelli vietnamiti, comparvero come nemici di Superman in Superman (vol. 1) n. 303 (settembre 1976). In realtà si trattava di due entità nel corpo di un androide senziente controllato da un supercriminale di nome Whirlicane (che aveva già combattuto contro Superman in Action Comics n. 457), il quale voleva realizzare una serie di atti terroristici negli Stati Uniti.
Inconsapevole della sua natura androide, Tuono/Fulmine sperava che Whirlicane gli avrebbe concesso la libertà una volta che i suoi compiti fossero stati espletati. Quando, però, Superman rivelò la verità, Tuono/Fulmine impazzì e rilasciò una massiccia esplosione di elettricità distruggendo se stesso, Whirlicane e la sua base; Superman riuscì a uscirne incolume.

## Altri media
Tuono e Fulmine comparvero per la prima volta nell'episodio Forze della Natura di Teen Titans con Tuono doppiato da S. Scott Bullock e Fulmine da Quinton Flynn. Sono due fratelli sovrannaturali che sembrano desiderare solo il divertimento, senza curarsi della sicurezza degli altri. I loro poteri sono costituiti, rispettivamente, da esplosioni di suoni roboanti e scariche di fulmini, nonché per entrambi la capacità di volare (Tuono evoca una nuvola e Fulmine trasforma la parte inferiore del corpo in elettricità). Quando uniscono i loro poteri possono causare la pioggia ed è probabilmente in questo modo che riescono a teletrasportarsi, manifestandosi in massicce esplosioni di fulmini. Tuono è abbastanza robusto, ha una voce profonda e indossa un'armatura da samurai azzurra. Fulmine è magro, alto, parla velocemente, con una voce acuta, indossa un'armatura da samurai giallo-arancione senza elmo e ha i capelli acconciati come una saetta.
Tuono sembra il più simpatico e ragionevole della coppia, e durante tutta la vicenda è tormentato dai dubbi. Fulmine è ribelle e incorreggibile, e decide di dare una mano solo dopo che Tuono ha sottolineato quanto sia stato sbagliato il loro comportamento. Slade (mascherato da “Vecchio”) ha indotto Tuono e Fulmine ad appiccare il fuoco ad alcuni pali su cui erano incisi dei simboli magici, creando in tal modo un gigantesco Mostro di Fuoco intenzionato a distruggere la città. I due fratelli sono riusciti a sconfiggerlo unendo i loro poteri per far piovere, spegnendo così il mostro prima che raggiungesse la città. I due vengono osservati dalla Confraternita del male in Homecoming: Part 2, nonostante non gli fosse stato dato il comunicatore in Forces of Nature (probabilmente ricevettero i comunicatori dai Giovani Titani durante una delle missioni non trasmesse). Successivamente li ritroviamo mentre Tuono cerca di sconfiggere I.N.S.T.I.G.A.T.O.R. e Steamroller, mentre Fulmine affronta Overload, tutti inviati dalla Confraternita del Male. Vengono sopraffatti e congelati dal Professor Chang. Comunque, Más y Menos li libera e i due fratelli partecipano alla battaglia finale nel quartier generale della Fratellanza. Thunder attacca un gruppo di nemici con una esplosione roboante. In seguito, insieme agli altri Titani, affrontano il Dr. Light.
Tuono e Fulmine compaiono in Teen Titans Go! n. 6. Furono i primi Titani onorari a comparire nella serie televisiva e nei fumetti che vi si ispirarono.